# TT124
TT124 (Theban Tomb 124) è la sigla che identifica una delle Tombe dei Nobili ubicate nell’area della cosiddetta Necropoli Tebana, sulla sponda occidentale del Nilo dinanzi alla città di Luxor, in Egitto. Destinata a sepolture di nobili e funzionari connessi alle case regnanti, specie del Nuovo Regno, l'area venne sfruttata, come necropoli, fin dall'Antico Regno e, successivamente, sino al periodo Saitico (con la XXVI dinastia) e Tolemaico.

## Titolare
TT124 era la tomba di:
| Titolare | Titolo                                                                                        | Necropoli           | Dinastia/Periodo            | Note                            |
| -------- | --------------------------------------------------------------------------------------------- | ------------------- | --------------------------- | ------------------------------- |
| Ray      | Supervisore dei magazzini del Signore delle Due Terre; Amministratore del buon Dio Thutmosi I | Sheikh Abd el-Qurna | XVIII dinastia (Thutmosi I) | nella pianura; a sud della TT55 |

## Biografia
Unica notizia biografica ricavabile dai dipinti, il nome della moglie: Taerdais.

## La tomba
La TT124 si sviluppa planimetricamente con forma a "T" rovesciata tipica delle sepolture di questo periodo. Un breve corridoio dà accesso alla sala trasversale sulle cui pareti sono ancora leggibili solo due dipinti: in uno, su quattro registri sovrapposti, il corteo funebre e preti che officiano riti presentando liste di offerte; in un altro il defunto e la moglie seduti, con uno specchio sotto la sedia della donna.

### Annotazioni
1. ↑  La prima numerazione delle tombe, dalla numero 1 alla 253, risale al 1913 con l’edizione del "Topographical Catalogue of the Private Tombs of Thebes" di Alan Gardiner e Arthur Weigall. Le tombe erano numerate in ordine di scoperta e non geografico; ugualmente in ordine cronologico di scoperta sono le tombe dalla 253 in poi.
2. ↑  I campi della Duat, ovvero l'aldilà egizio, si trovavano, secondo le credenze, proprio sulla riva occidentale del grande fiume.
3. ↑  Nella sua epoca di utilizzo, l'area era nota come "Quella di fronte al suo Signore" (con riferimento alla riva orientale, dove si trovavano le strutture dei Palazzi di residenza dei re e i templi dei principali dei) o, più semplicemente, "Occidente di Tebe".
4. ↑  le Tombe dei Nobili, benché raggruppate in un'unica area, sono di fatto distribuite su più necropoli distinte.
5. ↑  Le note, sovente di inquadramento topografico della tomba, sono tratte dal "Topographical Catalogue" di Gardiner e Weigall, ed. 1913 e fanno perciò riferimento alla situazione dell'epoca.

### Fonti
1. ↑  Gardiner e Weigall 1913.
2. ↑  Donadoni 1999,  p. 115.
3. ↑  Gardiner e Weigall 1913, p. 26.
4. 1 2 3  Porter e Moss 1927,  p. 237.
5. ↑  Porter e Moss 1927,  p. 235.
6. ↑  Gardiner e Weigall 1913, pp. 26-27.